# Benjamin Franklin Bradley
Benjamin Franklin Bradley (* 5. Oktober 1825 bei Georgetown, Kentucky; † 22. Januar 1897 ebenda) war ein US-amerikanischer Farmer und Politiker sowie Offizier in der Konföderiertenarmee.

## Werdegang
Benjamin Franklin Bradley, Sohn von Sallie Suggett und John Bradley, wurde ungefähr zehneinhalb Jahre nach dem Ende des Britisch-Amerikanischen Krieges im Scott County geboren und wuchs dort auf. Er graduierte am Georgetown College und dann an der Transylvania University in Lexington (Fayette County). Seine Studienzeit war von der Wirtschaftskrise von 1837 überschattet. Er war dann als Farmer tätig. Nach dem Ausbruch des Mexikanisch-Amerikanischen Krieges verpflichtete er sich in der US-Army und diente während des Krieges. Er heiratete Emily Sanders. Nach dem Ausbruch des Bürgerkrieges verpflichtete er sich am 19. August 1861 in der Kentucky State Guard, wo er den Dienstgrad eines Captains bekleidete. Am 26. November 1861 wurde er stellvertretender Generaladjutant von Brigadegeneral Humphrey Marshall (1812–1872). Er wurde am 10. Mai 1862 zum Major im ersten Bataillon der Kentucky Mounted Rifles ernannt. Wegen einer Lebererkrankung trat er am 10. September 1862 aus der Konföderiertenarmee aus. Bradley wurde dann für den elften Wahlbezirk von Kentucky in den zweiten Konföderiertenkongress gewählt, wo er von 1864 bis zu dem Ende der Konföderation 1865 diente. Während seiner Kongresszeit saß er im Ordnance Committee. Nach dem Ende des Krieges war er als Circuit Clerk im Scott County tätig und saß 1889 im Senat von Kentucky. Er verstarb 1897 in Georgetown und wurde dann dort auf dem Stadtfriedhof beigesetzt.